# اوسکیری
اوسکیری (به ایتالیایی: Oschiri) یک کومونه در ایتالیا است که در استان البیا تمپیو واقع شده‌است. اوسکیری ۲۱۵٫۵ کیلومتر مربع مساحت و ۳٬۶۹۶ نفر جمعیت دارد.